# Simulium bahense
Simulium bahense är en tvåvingeart som beskrevs av Chen 2003. Simulium bahense ingår i släktet Simulium och familjen knott. Inga underarter finns listade i Catalogue of Life.